# Leptophlebia johnsoni
Leptophlebia johnsoni är en dagsländeart som beskrevs av Mcdunnough 1924. Leptophlebia johnsoni ingår i släktet Leptophlebia och familjen starrdagsländor. Inga underarter finns listade i Catalogue of Life.